# Alexander Schmoll

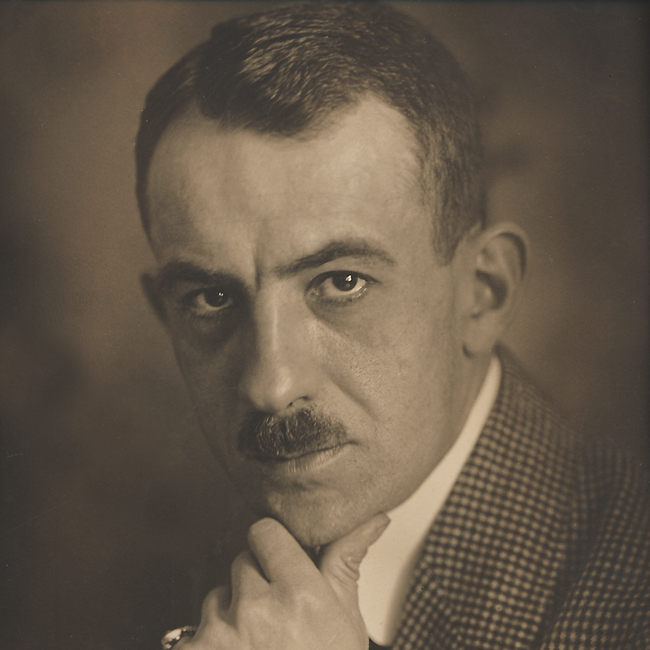
Selbstporträt von Alexander Schmoll (um 1925)

Karl Alexander Schmoll (* 6. März 1880 in Saarbrücken; † 5. Januar 1950 in Doberlug) war ein deutscher Fotograf und Standfotograf beim deutschen Film.

## Leben und Wirken
Schmoll stammte aus der weitverzweigten Familie Schmoll genannt Eisenwerth. Seine Eltern waren der Mechaniker und Gastwirt Alexander Schmoll und dessen Frau Caroline, geborene Deppe. Alexander Schmoll junior absolvierte nach dem Besuch einer Oberrealschule ab 1894 eine Ausbildung zum Fotografen bei Leibrock in Saarbrücken. Von 1898 bis 1899 arbeitete er bei Jakob Schröck in Speyer. Am 1. April 1905 eröffnete er gemeinsam mit dem Kaufmann Paul Sielaff das Atelier Photo-Kunst Schmoll & Sielaff OHG in Berlin SW 61, Belle-Alliance-Straße 91. 1914 erwarb er den Meistertitel.
In seinem Studio porträtierte Schmoll unter anderem Stars wie Heinz Rühmann, Rudolf Platte, Gustav Knuth, Heinrich George, Grethe Weiser und Brigitte Horney. Ein weiteres Tätigkeitsfeld eröffnete sich ihm beim Film, wo er vor allem für Henny Porten und Carl Froelich sowie die Cine-Allianz Tonfilm und die Minerva-Tonfilm die Standfotografien besorgte.
Bei den Luftangriffen während des Zweiten Weltkriegs wurde sein Berliner Atelier ausgebombt, woraufhin er seinen Wohnsitz nach Lugau in der Niederlausitz verlegte. Seit 1945 im benachbarten Doberlug ansässig, starb Alexander Schmoll zu Jahresbeginn 1950 an den Folgen einer Krebserkrankung.
Schmoll war von 1904 bis zu deren Tod 1932 mit Antonie Karkutsch verheiratet und hatte mit ihr zwei Söhne. 1935 ging er mit seiner Berufskollegin Ursula Andres seine zweite Ehe ein. Die Hamburger Fotografin Martina Schmoll ist Alexander Schmolls Enkelin.

## Filmografie
- 1927: Violantha
- 1928: Lotte
- 1930: Kohlhiesels Töchter
- 1931: 24 Stunden aus dem Leben einer Frau
- 1931: Grock
- 1932: Eine von uns
- 1933: Reifende Jugend
- 1934: Volldampf voraus!
- 1934: Krach um Jolanthe
- 1934: Elisabeth und der Narr
- 1935: Die selige Exzellenz
- 1935: Ich war Jack Mortimer
- 1935: Endstation
- 1936: Maria, die Magd
- 1936: Gleisdreieck
- 1936: Männer vor der Ehe
- 1936: Michel Strogoff. Le courrier du tzar (französischsprachige Version)
- 1936: Der Kurier des Zaren (deutschsprachige Version)
- 1937: Der Biberpelz
- 1937: Heimweh
- 1938: Der Barbier von Sevilla
- 1938: Du und ich
- 1938: In geheimer Mission
- 1938: Rätsel um Beate
- 1939: Ehe in Dosen
- 1939: Hurra! Ich bin Papa!
- 1940: Im Schatten des Berges
- 1941: Spähtrupp Hallgarten

## Bildergalerie

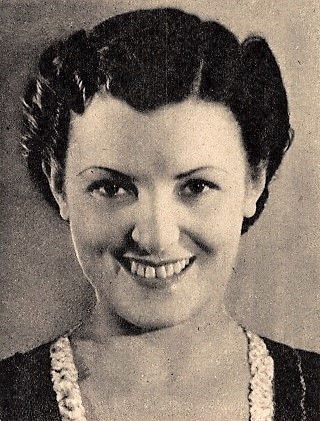
Maria Andergast
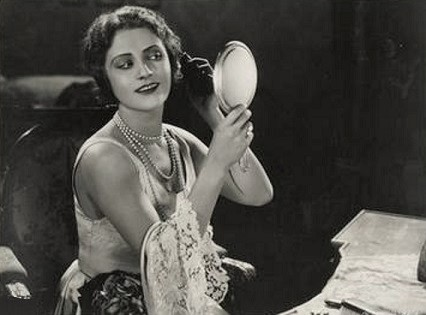
Charlotte Ander
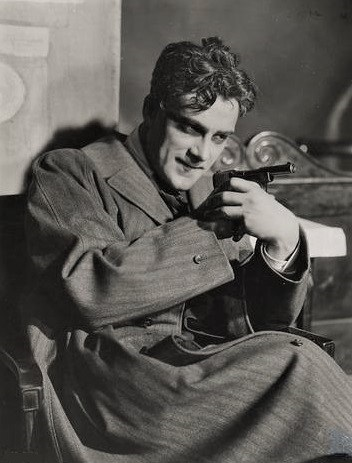
Memo Benassi
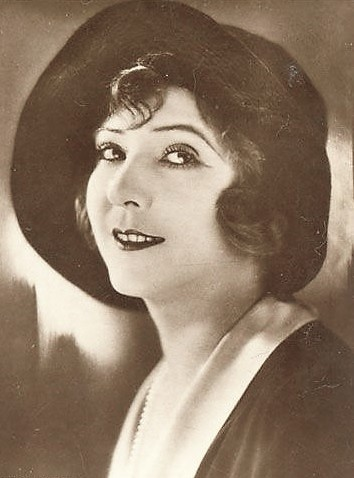
Lucie Englisch
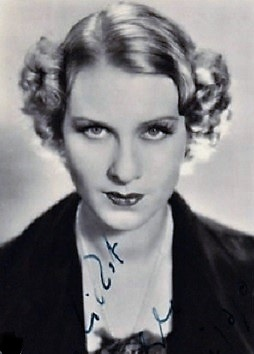
Hilde Seipp
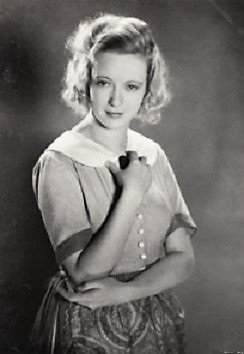
Hertha Thiele